# Ghost Town (The Specials)
Ghost Town is een single uit 1981 van de Britse skaband The Specials. Het is geschreven door toetsenist/bandleider Jerry Dammers en stond in Engeland drie weken op de eerste plaats; in Nederland werd het een top 10 notering. Kenners spreken van de beste single op het 2 Tone-label van Dammers. Op de B-kant staan Why ? (geschreven door gitarist/zanger Lynval Golding nadat hij werd aangevallen door racisten) en Friday Night Saturday Morning (zanger Terry Hall over het uitgaansleven).

## Geschiedenis

### Muziek en tekst
Ghost Town valt op door de spookachtige intro en de jazzy downbeat-sfeer; blazers Dick Cuthell (trompet) en Rico Rodriguez (trombone) worden bijgestaan door fluitist Paul Muscat van de opgeheven 2 Tone-band The Swinging Cats, en de zang wordt keurig verdeeld tussen Terry Hall, Neville Staple en Lynval Golding.
De inspiratie voor dit nummer kwam toen de Specials in Glasgow arriveerden voor een concert en geconfronteerd werden met de gevolgen van het Margaret Thatcher-beleid (iets wat ook de collega's van Madness zouden zeggen toen ze serieuzere platen gingen maken). Hoewel Ghost Town over elke stad in Engeland zou kunnen gaan beschrijft het vooral de toestand in Coventry, de thuisbasis van de Specials. Het eerste couplet belicht de sluiting van de club Tiffany's wegens "too much fighting on the dancefloor"; het middenstuk geeft aan dat dat weleens anders is geweest. Het tweede couplet gaat over werkloze jongeren die aan hun lot worden overgelaten en uit verveling elkaar te lijf gaan. "People getting angry" was precies wat er gebeurde toen Ghost Town in de week van 11 juli 1981 op nr. 1 stond; overal in Engeland braken rellen uit.

### Epiloog
Maar ook binnen de band zelf rommelde het; backstage bij Top of the Pops kondigden Hall, Staple en Golding (oftewel Fun Boy Three) hun naderende vertrek aan, en ook gitarist Roddy Radiation (die op gespannen voet leefde met de stiefvaderlijke Dammers) koos voor zijn eigen band waarmee hij al optrad. Dammers, drummer John Bradbury en aanvankelijk ook bassist Horace Panter maakten een doorstart als The Special AKA en brachten in 1984 het album In The Studio uit waarmee ze zich diep in de schulden staken (ondanks de wereldhit Free Nelson Mandela).
Toen Ghost Town in 1991 opnieuw werd uitgebracht (met op de B-kant een dub-mix) was Dammers geen eigenaar meer van 2 Tone; de rechten lagen nu bij distributeur Chrysalis Records. Op Dammers' kortstondige Tone-label verscheen de vervolgsingle Still A Ghost Town.
De originele Specials zijn sinds 2008 weer bij elkaar; Dammers doet om organisatorische redenen niet mee en heeft de band Spatial AKA Orchestra opgericht (naar het voorbeeld van Sun Ra Arkestra) waarvoor hij Ghost Town tot Ghost Planet heeft omgedoopt.

## Hitnoteringen

### Nederlandse Top 40
| Hitnotering: 01-08-1981 t/m 19-09-1981 | Hitnotering: 01-08-1981 t/m 19-09-1981 | Hitnotering: 01-08-1981 t/m 19-09-1981 | Hitnotering: 01-08-1981 t/m 19-09-1981 | Hitnotering: 01-08-1981 t/m 19-09-1981 | Hitnotering: 01-08-1981 t/m 19-09-1981 | Hitnotering: 01-08-1981 t/m 19-09-1981 | Hitnotering: 01-08-1981 t/m 19-09-1981 | Hitnotering: 01-08-1981 t/m 19-09-1981 | Hitnotering: 01-08-1981 t/m 19-09-1981 |
| Week:                                  | 1                                      | 2                                      | 3                                      | 4                                      | 5                                      | 6                                      | 7                                      | 8                                      |                                        |
| -------------------------------------- | -------------------------------------- | -------------------------------------- | -------------------------------------- | -------------------------------------- | -------------------------------------- | -------------------------------------- | -------------------------------------- | -------------------------------------- | -------------------------------------- |
| Positie:                               | 28                                     | 17                                     | 12                                     | 9                                      | 8                                      | 8                                      | 18                                     | 31                                     | uit                                    |

### NederlandseSingle Top 100
| Hitnotering: 01-08-1981 t/m 26-09-1981 | Hitnotering: 01-08-1981 t/m 26-09-1981 | Hitnotering: 01-08-1981 t/m 26-09-1981 | Hitnotering: 01-08-1981 t/m 26-09-1981 | Hitnotering: 01-08-1981 t/m 26-09-1981 | Hitnotering: 01-08-1981 t/m 26-09-1981 | Hitnotering: 01-08-1981 t/m 26-09-1981 | Hitnotering: 01-08-1981 t/m 26-09-1981 | Hitnotering: 01-08-1981 t/m 26-09-1981 | Hitnotering: 01-08-1981 t/m 26-09-1981 | Hitnotering: 01-08-1981 t/m 26-09-1981 |
| Week:                                  | 1                                      | 2                                      | 3                                      | 4                                      | 5                                      | 6                                      | 7                                      | 8                                      | 9                                      |                                        |
| -------------------------------------- | -------------------------------------- | -------------------------------------- | -------------------------------------- | -------------------------------------- | -------------------------------------- | -------------------------------------- | -------------------------------------- | -------------------------------------- | -------------------------------------- | -------------------------------------- |
| Positie:                               | 20                                     | 21                                     | 12                                     | 13                                     | 21                                     | 16                                     | 25                                     | 24                                     | 38                                     | uit                                    |